# Gob an Choire
Gob an Choire (irisch für „Schnabel des Kessels“, englisch Achill Sound, offiziell ist nur der irische Name) ist eine kleine Ortschaft in der Grafschaft Mayo in der Republik Irland. Gob an Choire hat 266 Einwohner (2022), liegt am östlichen Ende von Acaill, der größten irischen Insel, und gehört zu einem Gaeltacht-Gebiet. Gob an Choire liegt direkt an der Michael Davitt Bridge, über die die Insel mit dem Festland verbunden ist.

## Michael Davitt Bridge
Die Michael Davitt Bridge (irisch Droichead Mhíchíl Mhic Dhaibhéid) ist eine Drehbrücke, die Acaill mit der Halbinsel An Corrán (Curraun-Halbinsel) auf der irischen Hauptinsel verbindet. Die Brücke ist nach Michael Davitt benannt, einem Fenier und Gründer der National Land League, der die Brücke 1887 offiziell eröffnete.
1947 musste die erste, für den modernen Verkehr zu schmal gewordene Brücke durch eine neue ersetzt werden, die südlich der alten Brücke errichtet wurde. Auch sie trägt den Namen Michael Davitt Bridge. Die Brücke gehört dem Mayo County Council. Da auch die „neue“ Brücke dem Verkehrsaufkommen nicht mehr gewachsen war, wurde sie im Sommer 2008 durch einen Neubau ersetzt. Der Neubau, der den alten Namen trägt, ist 6,5 m breit, 225,5 m lang und wiegt 390 t. Die Brücke wird nachts durch LED-Lampen beleuchtet, die in sie integriert wurden.